# رازهای کوچک (فیلم ۲۰۰۱)
رازهای کوچک (به انگلیسی: Little Secrets) یک فیلم ساخته شده در سال ۲۰۰۱ و در ژانر مستقل فیلم کمدی-درام است. بازیگران آن ایوان ریچل وود و مایکل آنگارانو و دیوید گالاگر بودند. برای اولین بار در جشنواره فیلم هرتلند در اکتبر سال ۲۰۰۱ نمایش داده شد و اکران آن در ۲۳ اوت ۲۰۰۲ انجام شد.

## بازیگران
- ایوان ریچل وود در نقش امیلی Lindstrom - او با استعداد است ویولونیست که امیدوار بود در یک ارکستر است. او بهترین دوستان شما با جنی و لورل. او به تصویب رسید و پدر و مادر کارولین و ادی.
- مایکل آنگارانو در نقش فیلیپ لنکس - دیوید برادر کوچکتر و دان و ایلین جوانترین پسر و فرزند دوم.
- دیوید گلگر به عنوان دیوید لنکس - فیلیپ برادر و دان و ایلین اول پسر و فرزند ارشد.
- ویویکا ای فاکس به عنوان پائولین
- Jan گاردنر به عنوان کارولین Lindstrom
- ریک میسی به عنوان ادی Lindstrom
- پل Kiernan به همین لنکس
- Tayva پچ به عنوان ایلین لنکس
- دانیل چاکرن به عنوان لی
- Caitlin مایر به عنوان ایزابل
- میکا Schow به عنوان گرگوری
- Landon Kunzelman به عنوان Mikey
- RuDee لیپسکام به عنوان لورل
- هیلی McCormick به عنوان جنی
- جوی Miyashima به عنوان دکتر Mezzie